# Месягутовский сельсовет (Янаульский район)
Месягутовский сельсовет — сельское поселение в Янаульском районе Башкортостана Российской Федерации.
Административный центр — село Месягутово.

## История
Статус и границы сельского поселения установлены Законом Республики Башкортостан от 17 декабря 2004 года № 126-з «О границах, статусе и административных центрах муниципальных образований в Республике Башкортостан».

## Население
| 2002 | 2009  | 2010 | 2012 | 2013 | 2014 | 2015 |
| ---- | ----- | ---- | ---- | ---- | ---- | ---- |
| 1172 | ↘1078 | ↘923 | ↘894 | ↘860 | ↘854 | ↘841 |
| 2016 | 2017  | 2018 |      |      |      |      |
| ↘836 | ↘819  | ↘800 |      |      |      |      |

## Состав сельского поселения
| № | Населённый пункт | Тип населённого пункта       | Население |
| - | ---------------- | ---------------------------- | --------- |
| 1 | Верхний Чат      | село                         | ↘127      |
| 2 | Куш-Имян         | деревня                      | ↘3        |
| 3 | Кызыл-Яр         | деревня                      | ↘121      |
| 4 | Месягутово       | село, административный центр | ↘177      |
| 5 | Нижний Чат       | деревня                      | ↘219      |
| 6 | Старый Алдар     | деревня                      | ↘82       |
| 7 | Тау              | деревня                      | ↘194      |